# Vesta Williams
Vesta Williams (Coshocton, Ohio, 1957. december 1. – El Segundo, Kalifornia, 2011. szeptember 22.) amerikai énekesnő. Több ízben szerepeltek dalai a Billboard Hot 100-as listáján. Ezek közül a legismertebbek a Once Bitten, Twice Shy, Sweet Sweet Love. Special és 1989-es legnagyobb slágere Congratulations.

## Pályakezdés előtt
Vesta Williams Ohióban született zenész szülőktől, édesapja lemezlovas volt. Fiatal volt amikor Ohióból Los Angelesbe költöztek. Williams és három nővére Margaret, Marte, és Marlena együttest alapítottak The Williams Sisters néven, és felléptek több televíziós show-műsorban is, köztük a Jack and Jill-ben. Nem értek el sikereket, ezért Vesta visszatért Ohióba, hogy elkezdje első szóló lemezének munkálatait.

## Pályája
Williams karrierje nagyon nehezen indult be, eleinte csupán háttérvokalistaként dolgozott, olyan népszerű zenészekkel, mint Chaka Khannal, Stinggel, és Gordon Lightfoottal. Felfigyelt rá az A&M Records, lemezszerződést ajánlottak neki, amit elfogadott. Elkezdték első lemezének munkálatait. 1986-ban megjelent a Vesta című nagylemeze, amelynek első dala a Once Bitten Twice Shy bekerült a Top 10-es listákra, első lett az Top 10 R&B listán. Rajongói szerint Williams legjobb slágere viszont nem ez, hanem a Suddenly It’s Magic (Messen Up At End)
1988-ban kiadta Vesta 4 U című lemezét, amit legjobb munkájának tartanak. A Top 10 R&B listán több a lemezen szereplő dal helyet kapott, köztük a Sweet Sweet Love, a 4U, és a Congratulation. Vesta első, és egyetlen olyan lemeze ez, amely felkerült a US Billboard 200-as listájára, melyen a 131-ik helyet érte el.
1991-ben kiadta Special című lemezét, melyről a címadó Special a második helyezést érte el a Top 10 R&B listán. 1993-ban Everything - N - More címmel kiadta negyedik nagylemezét, amely mérsékelt sikert aratott, a lemez egyetlen kislemeze az Always szintén.
Eközben a Polygram Records felvásárolta a válság szélén álló A&M Recordst, de Vestát nem rúgták ki, 1998-ban kiadták Relationships lemezét, már a Polygram név alatt, a lemez sikertelen lett, a Polygram nem hosszabbította meg Williams szerződését, ami összetörte az énekesnőt. Folytatta háttérvokalista munkáit, elsőként Phil Perry lemezén.
A Polygram 2000-ben kiadott egy válogatáslemezt Williams és CeCe Peniston legjobb dalaiból, a lemez az AllMusic kritikusai szerint az öt csillagból mindössze két és fél csillagot érdemel.
Williams a Shanachie Recordshoz szerződött, és kiadták a 2007-es Distant Lover című nagylemezt, amely szintén mérsékelt sikereket aratott.
Vesta Williams életében utoljára 2010. december 7-én adott ki egy dalt Dedicated címmel.
Williams elkészült hetedik lemezével, a Seven-nel, melyet 2013. március 12-én adnak ki. A lemezen hallható "Better Days" című dalt viszont 2012. november 1-jén (interneten október 21-én) publikálták.
Utolsó publikus megjelenése 2011. szeptember 17-én volt, a virginiai Portsmouthban.

## Halála
Szeptember 22-én Vesta Williamst holtan találták egy szállodai szobában a kaliforniai El Segundoban, Los Angeles külvárosában. A halottkém megállapította, hogy valószínűleg 15 órakor halhatott meg, és halálát szinte biztosan drogtúladagolás okozta. 2012. január 4-én nyilvánosságra hozták, hogy halálát nem gyógyszertúladagolás, hanem hipertóniás szívbetegség okozta természetes halál okozta. A család kérése ezt az információt szinte azonnal közölték a riporterekkel, és a hírszerkesztőkkel. Rossz nyelvek szerint viszont eltussolták Williams halálának valódi okát, ami szerintük gyógyszertúladagolás volt. A halottkém aki megtalálta az énekesnő holttestét nem nyilatkozott az esetről, egy másik halottkém viszont elmondta, hogy nagyon eltökélten dolgoztak az ügyön, hogy minél gyorsabban, minél biztosabb eredményt találjanak Williams halálának okaként. A család, és a barátok viszont a vizsgálat lezárása előtt is kételkednek abban, hogy szándékosan adagolta volna túl magát gyógyszerekkel, ám megerősítették, hogy évek óta szenvedett álmatlansággal, amire sokféle gyógyszert szedett, és eleinte azt mondták, hogy az is lehet, hogy több altatót vett be. Az orvosok szerint ez elképzelhetetlen, ők a toxikológiai vizsgálat hiánya ellenére is biztosak a drogtúladagolásban - mondták még 2011-ben.
2012-ben ismét sok teória keletkezett Williams halálának okára, volt olyan is amely szintén egy szívbetegséget említ, így megkérdőjeleződik a gyógyszer és/vagy drogtúladagolás. Egyre kevesen hisznek ebben, és egyre többen abban, hogy az énekesnő halálát szívbetegség okozta. A halála körüli vizsgálatokat 2012 év végére zárják le teljesen.
Williamst édesanyja, lánya, három nővére, három unokája, unokatestvérei, barátai és rajongói gyászolják.

## Posztumusz kiadványok
Vesta halála után felröppentek azok a hírek, hogy készülő "Seven" című lemezének teljes hanganyagát kiadják 2012-ben, azonban a kiadás (ismeretlen okokból) csúszott, így legkésőbb 2013. március 12-én kerülhet a boltok polcaira, ám a lemez egyik dalát a "Better Days"-t már kiadták jóval a nagylemez megérkezése előtt. Második posztumusz lemez viszont valószínűleg már nem lesz, mivel Williams a 2007 és 2011 között keveset dolgozott stúdióban.
A Seven című album végül 2013. március 26.-án jelent meg. A CD tartalmazza legutóbbi (és egyben első posztumusz) kislemezét a Better Dayst, de felkerült a lemezre 8. dalként Vesta utolsó még életében kiadott kislemeze is a Dedicated. Ezeken kívül csupa új dal hallható rajta, a család kérésére sem remixek, sem régi dalok nem kerültek fel rá. A lemez óriási eladási számot produkált már az első napon.
2012. novemberéig Vesta Williams lemezeiből több mint 2 milliót adtak el világszerte.

### Lemezei
| 1986                                                   | Vesta                                              | —   | 43 | A&M                              |
| 1988                                                   | Vesta 4 U                                          | 131 | 26 | A&M                              |
| 1991                                                   | Special                                            | —   | 15 | A&M                              |
| 1993                                                   | Everything-N-More                                  | —   | 65 | A&M                              |
| 1998                                                   | Relationships                                      | —   | 55 | I.E. / PolyGram                  |
| 2000                                                   | Winning Combinations (közös lemez CeCe Peniston-al | —   | —  | A&M/Universal                    |
| 2007                                                   | Distant Lover                                      | —   | —  | Shanachie                        |
| 2013                                                   | Seven                                              | —   | —  | Bronx Bridge Entertainment, Inc. |
| "—" jelöli, hogy nem tudni milyen helyen állt a listán |                                                    |     |    |                                  |

### Kislemezek
| Kiadás éve                                            | Kislemez címe                               | Lista helyezése | Lista helyezése | Lista helyezése | Lista helyezése      | Lista helyezése |
| Kiadás éve                                            | Kislemez címe                               | US              | US R&B          | US Dance        | Dutch Single Top 100 | UK              |
| ----------------------------------------------------- | ------------------------------------------- | --------------- | --------------- | --------------- | -------------------- | --------------- |
| 1986                                                  | "Once Bitten, Twice Shy"                    | —               | 9               | 45              | 20                   | 14              |
| 1987                                                  | "Something About You"                       | —               | 46              | 21              | —                    | —               |
| 1987                                                  | "Don't Blow a Good Thing"                   | —               | 17              | 5               | —                    | 89              |
| 1987                                                  | "Suddenly It's Magic"                       | —               | —               | —               | —                    | 88              |
| 1987                                                  | "You Make Me Want To (Love Again)"          | —               | 90              | —               | —                    | —               |
| 1988                                                  | "Sweet, Sweet Love"                         | —               | 4               | —               | —                    | —               |
| 1989                                                  | "4 U"                                       | —               | 9               | —               | —                    | —               |
| 1989                                                  | "Congratulations"                           | 55              | 5               | —               | —                    | —               |
| 1989                                                  | "How You Feel"                              | —               | 70              | —               | —                    | —               |
| 1990                                                  | "I'll Be Good to You" (Najee-val közös dal) | —               | 9               | —               | —                    | —               |
| 1991                                                  | "Special"                                   | —               | 2               | —               | —                    | —               |
| 1991                                                  | "Do Ya"                                     | —               | 43              | —               | —                    | —               |
| 1993                                                  | "Always"                                    | —               | 44              | —               | —                    | —               |
| 1998                                                  | "Somebody For Me"                           | —               | —               | —               | —                    | —               |
| 2010                                                  | "Dedicated"                                 | —               | —               | —               | —                    | —               |
| 2012                                                  | "Better Days"                               | —               | —               | —               | —                    | —               |
| "—"jelöli, hogy nem tudni milyen helyen állt a listán |                                             |                 |                 |                 |                      |                 |